# Austrocheirus isasii
Austrocheirus isasii ("manos del sur de Marcelo Pablo Isasi") es la única especie conocida del género extinto Austrocheirus de dinosaurio terópodo abelisáurido que vivió a finales del período Cretácico, hace aproximadamente 96,2 millones de años en el Cenomaniense, en lo que es hoy Sudamérica. El nombre genérico significa "mano austral" y el específico honra al descubridor y preparador Marcelo Pablo Isasi.
Sus restos fueron encontrados el 17 de marzo de 2002 en la Formación Cerro Fortaleza que se encuentra en lo que ahora es el sur de Patagonia, Argentina. Se calculó en un principio que llegó a medir entre 7 y 8 metros, pero en 2016, su longitud se estimó en 5,5 metros. Fue fechado originalmente en el Maastrichtiano, hace unos 71 a 66 millones de años, pero fue más recientemente datado perteneciente al Cenomaniano , hace unos 96,2 millones de años. Estos fósiles consisten en un mano parcial, una tibia, huesos axiales, y un hueso del pie.
Un análisis cladístico indica que Austrocheirus tiene una posición basal en Abelisauroidea, pero es más derivado que Ceratosaurus y Berberosaurus . Es el primer abelisáurido conocido de tamaño mediano que no cuenta con las extremidades anteriores reducidas como en los otros miembros de ese clado.
La clasificación de Austrocheirus en Abelisauroidea fue criticada por Oliver Rauhut (2012), quien afirmó que las supuestas sinapomorfias abelisauroides usadas para justificar ser referido al grupo están de hecho presentes en los esqueletos de terópodos no abelisauroides. Por tanto, de acuerdo a Rauhut Austrocheirus solo puede ser clasificado como un dinosaurio terópodo de situación filogenética incierta.